# ژاک بونافه
ژاک بونافه (فرانسوی: Jacques Bonnaffé‎؛ زادهٔ ۲۲ ژوئن ۱۹۵۸) هنرپیشه اهل کشور فرانسه است. وی از سال ۱۹۸۰ تا کنون در بیش از نود فیلم سینمایی بازی کرده است.
از فیلم‌های معروف او می‌توان به بازی در مجموعه مؤسسه زیبایی ونوس اشاره کرد.